# McCampbell (Schiff)
Die USS McCampbell (DDG-85) ist ein Zerstörer der United States Navy und gehört der Arleigh-Burke-Klasse an.

## Geschichte
Die McCampbell wurde 1996 in Auftrag gegeben und 1999 bei Bath Iron Works auf Kiel gelegt. Nach einer Bauzeit von unter 12 Monaten wurde der Zerstörer vom Stapel gelassen. Im August 2002 erfolgte die offizielle Indienststellung bei der United States Navy. Das Schiff ist nach David McCampbell benannt, einem Marineflieger, der im Zweiten Weltkrieg 34 Abschüsse erzielte und damit der erfolgreichste Pilot der Navy aller Zeiten ist.
2006 wurde die McCampbell im Persischen Golf eingesetzt, um die Ölterminals von Basra und Khawr Al Amaya zu schützen. Dabei kollidierte der Zerstörer am 26. März mit dem zivilen Frachtschiff M/V Rokya 1, das unter der Flagge Kiribatis fuhr. Auf beiden Schiffen erlitten zwei Seeleute leichte Verletzungen, die auf der McCampbell behandelt wurden, beide Schiffe blieben außerdem trotz leichter Schäden am Bug seetüchtig. Im Sommer nahm der Zerstörer bereits wieder an der Übung Valiant Shield teil. Dieselbe Übung stand auch 2007 auf dem Plan.
2008 sollte die McCampbell an einer multinationalen Übung mit Schiffen der französischen und russischen Marine sowie der Royal Navy vor Wladiwostok teilnehmen, wurde jedoch auf Grund der russischen Beteiligung am Kaukasus-Konflikt 2008 Tage vor Beginn wieder abgezogen. 2009 nahm sie an der Übung Talisman Saber mit australischen Kräften teil und leistete im Oktober Katastrophenhilfe vor der Küste Indonesiens. Im Juli 2010 nahm der Zerstörer an der Seite der George Washington zusammen mit südkoreanischen Kräften an der Übung Invincible Spirit teil. Im März 2011 wurde die McCampbell vor die Küste von Miyagi geschickt, um nach dem Tōhoku-Erdbeben nach Überlebenden zu suchen. Ende Mai 2011 hat die McCampbell ein Frachtschiff abgefangen, das vermutlich nordkoreanische Raketentechnologie nach Burma bringen sollte. Diplomatischer Druck aus Amerika und Asien soll im Anschluss dafür verantwortlich gewesen sein, dass der Frachter beidrehte und nach Nordkorea zurückkehrte.
Im Juli 2011 nahm die McCampbell an Exercise Talisman Sabre 2011 teil, einer Übung mit der Royal Australian Navy.

## Bewaffnung
Für die Abwehr von anfliegenden Flugkörpern erhielt das Schiff die Flugabwehrraketen RIM-162 Evolved Sea Sparrow Missile (ESSM), die aus dem Vertical Launching System verschossen werden. Zur weiteren Flugabwehr wurde 2007 nachträglich hinter dem achteren Schornsteinaufbau ein Close-In-Weapon-System in Form des Phalanx MK 15 RAM installiert, das beim Bau ab DDG 85 (Block IV) ursprünglich nicht vorgesehen war.